# Кесићи
Кесићи су насељено мјесто у Босни и Херцеговини, у општини Босанско Грахово, које административно припада Федерацији Босне и Херцеговине. Према попису становништва из 1991. у насељу је живјело 161 становника.

## Историја
У насељу се до јула 1995. налазила родна кућа Ђуре Пуцара. Ова кућа спаљена је од стране припадника 7. гардијске бригаде хрватске војске приликом њиховог уласка у Кесиће у љето 1995.

## Становништво
| Националност       | 1991. | 1981. | 1971. | 1961. |
| Срби               | 160   | 135   | 233   | 242   |
| Југословени        |       | 57    |       |       |
| Хрвати             | 1     |       |       |       |
| остали и непознато |       | 2     |       |       |
| Укупно             | 161   | 194   | 233   | 242   |

| Демографија | Демографија | Демографија |
| Година      | Становника  | Становника  |
| ----------- | ----------- | ----------- |
| 1961.       | 242         |             |
| 1971.       | 233         |             |
| 1981.       | 194         |             |
| 1991.       | 161         |             |

## Знамените личности
- Ђуро Пуцар, народни херој Југославије
- Раде Дамјановић (Кесићи, 15. април 1916 — Бервин (САД), 18. април 2010), потпредседник Српске народне одбране и меморијалног Дома генерала Драже Михаиловића у Чикагу